# Small World (Roman)
Small World ist der erste Roman von Martin Suter und erschien 1997 im Diogenes Verlag. Das Buch ist der erste Teil seiner „neurologischen Trilogie“, denen Die dunkle Seite des Mondes und Ein perfekter Freund folgen.

## Handlung
Konrad Lang, ein älterer Mann, soll eine Ferienvilla der sehr wohlhabenden Schweizer Industriellenfamilie Koch auf der griechischen Insel Korfu instand halten und verwalten. Er hat diesen Auftrag aus Gefälligkeit erhalten, weil er ein alter Freund der Familie ist. Er hat mit Thomas Koch, dem Stiefsohn von Elvira Senn, der achtzigjährigen Konzernchefin, beinahe seine gesamte Kindheit und Jugend verbracht.
Die Villa der Kochs ist nicht für den Winter ausgerüstet. Obwohl Konrad nur das Pförtnerhäuschen bewohnen darf, verbringt er kalte Abende und Nächte im Gästetrakt der Villa. Hier entzündet er versehentlich einen Holzvorrat mit Benzin, woraufhin ein Brand entsteht, der den gesamten Gebäudekomplex zerstört. Konrads Fahrlässigkeit wird zunächst auf Alkoholmissbrauch zurückgeführt. Er wird von Thomas Koch zurück in die Schweiz geholt.
Trotz dieses Vorfalls wird Konrad in verringertem Umfang weiterhin von Elvira Senn protegiert. Sie stellt ihm eine möblierte Wohnung zur Verfügung und zahlt seine laufenden Kosten sowie ein monatliches Taschengeld. In einem Lokal lernt Konrad eine Frau kennen, Rosemarie Haug. Beide verlieben sich, und bald soll geheiratet werden. Konrad hört auch ihretwegen zu trinken auf, aber es zeigt sich, dass Konrad unter einer fortschreitenden Altersdemenz leidet. Dies macht eine Heirat unmöglich, denn er vergisst Namen, verirrt sich beim Einkaufen oder findet nicht mehr den Weg heim. Schließlich vergisst er auch seine Beziehung zu Rosemarie. Diese hat ihn auf Rat des Neurologen Dr. Wirth, der ein Bekannter ihres vor Jahren verstorbenen Ehemannes ist, in ein Pflegeheim einweisen lassen.
Je vergesslicher Konrad in seinem gegenwärtigen Leben wird, desto besser erinnert er sich an sein früheres. Die Erinnerungen an alte Zeiten öffnen sich ihm wie ein Buch, und jeden Tag blättert Konrad eine Seite zurück, immer tiefer in seine Vergangenheit. Er erinnert sich an kleinste Details seiner Kindheit mit Thomas Koch, zu dem mittlerweile der Kontakt abgebrochen ist, weil Konrad sich der Anordnung Thomas’, ihn wieder einmal ins Ausland zu begleiten, erstmals widersetzt hatte.
Im Pflegeheim kommt es zu einem Zwischenfall. Konrad Lang stürzt sich aus der dritten Ebene des Gebäudes, kann aber durch die Feuerwehr mit einem Sprungtuch aufgefangen werden. Daraufhin beschließt Simone Koch, die Schwiegertochter von Thomas, mit Zustimmung von Elvira Senn, den Demenzkranken im Gästehaus der Heimvilla der Kochs unterzubringen. Mit Hilfe Dr. Wirths ist das Gästehaus in eine Art „private Klinik“ für Konrad Lang umgebaut worden. Eigens engagiertes Pflegepersonal kümmert sich rund um die Uhr um ihn, und sein Schlafzimmer wird videoüberwacht.
Der Verlauf von Konrads Erkrankung ist Schwankungen unterworfen. Es gibt Tage, an denen er anscheinend Fortschritte macht, gefolgt von anderen mit Rückschlägen. Simone Koch verbringt viel Zeit mit Konrad. In „Fotositzungen“ zeigt sie ihm Fotos, und Konrad soll die Geschichte zu ihnen erzählen. Die Fotos stammen aus Konrads und Thomas’ Kindheit. Elvira Senn hält sie unter Verschluss. Aber Simone hat sie heimlich kopiert. Zunächst kann sich „Koni“, wie sich Konrad Lang nennt, bis ins kleinste Detail an die Geschichten zu den Fotos erinnern. Bald aber kann er keinen richtigen Bezug zu den Bildern mehr herstellen. Anscheinend verwechselt er auf Bildern, auf denen Thomas und er abgebildet sind, die Namen der beiden, so als ob er selbst nicht mehr wüsste, wer er sei.
Elvira Senn hält die Fotos unter Verschluss, um ein schreckliches Geheimnis zu bewahren. Konrad Lang ist nämlich Thomas Koch und Thomas Koch ist eigentlich Konrad Lang. Konrad Lang ist der leibliche Sohn von Wilhelm Koch aus dessen erster Ehe und somit der Stiefsohn Elvira Senns. Thomas Koch seinerseits ist der leibliche Sohn von Elvira Senn, das Produkt einer Vergewaltigung der jungen Elvira durch einen Arbeitskollegen ihres Vaters. Elvira tötete damals ihren Mann Wilhelm Koch und sein Sohn, also Konrad, wuchs bei ihrer Halbschwester Anna auf. Thomas Koch wurde hingegen in die Kochfamilie eingeschleust. Er wurde von da an als der Sohn Wilhelms ausgegeben und kam damit unverdient in den Genuss des Reichtums der Kochs.
Elvira Senn erfährt durch Zufall von den Fotositzungen und befürchtet, dass dabei ihr Geheimnis ans Licht kommt. Als Konrad durch den neuen, sich noch in der Testphase befindenden Wirkstoff „Pom55“ wieder Fortschritte macht, beschließt Elvira, Konrad umzubringen. Konrad ist sehr müde und liegt bereits im Bett, als Elvira Senn das Pflegepersonal um Einlass in das Gästehaus bittet. Als sie mit ihm allein ist, versetzt sie eine Infusion mit Insulin, damit Konrad an Unterzuckerung sterbe. Einige Stunden später bemerkt das Pflegepersonal, dass mit Konrad etwas nicht stimmt, und rettet mit der Gabe von Süßigkeiten sein Leben.
Videoaufnahmen, die routinemäßig zur Überwachung des Kranken gemacht worden sind, zeigen Elvira Senns Mordversuch. Sie stirbt jedoch wenige Tage danach bei einem Autounfall. Einige Jahre später ist Konrads Therapie mit dem inzwischen zugelassenen Medikament erfolgreich beendet. Sein Sprachzentrum ist wieder intakt, seine Altersdemenz nahezu gestoppt, und er kann wieder ein einigermaßen selbständiges Leben führen.

## Familien- / Figurenkonstellation
| Rolle                                 | Name                              |
| ------------------------------------- | --------------------------------- |
| Protagonist und Sohn von Wilhelm Koch | Thomas Koch, lebt als Konrad Lang |
| Leiterin der Koch-Werke               | Elvira Senn                       |
| Sohn von Elvira Senn                  | Konrad Lang, lebt als Thomas Koch |
| Sohn von Thomas Koch                  | Urs Koch                          |
| Frau von Urs Koch                     | Simone Koch                       |
| Freundin von Konrad Lang              | Rosemarie Haug                    |
| Pflegt Konrad Lang                    | Schwester Ranjah & Simone Koch    |
| Halbschwester von Elvira              | Anna Lang                         |
| Führt Test mit „Pom55“ durch          | Dr. Kundert                       |

## Film
→ Siehe Hauptartikel Small World (2010)
Small World wurde von Bruno Chiche mit Gérard Depardieu, Niels Arestrup und Alexandra Maria Lara in den Hauptrollen verfilmt und hatte seine Weltpremiere am 1. Dezember 2010 anlässlich der Eröffnung der 10. französischen Filmwoche in Berlin. Der Film wurde ab 16. Dezember 2010 in den deutschen, ab 17. Dezember 2010 in den österreichischen und ab 23. Dezember 2010 in den deutschschweizerischen Kinos gezeigt. Das Drehbuch zum Film stammt von Bruno Chiche, nach dem Roman von Martin Suter. 